# 二七区
二七区是河南省郑州市的一个市辖区，1955年以前称郑州市第二区，处于城市交通结点，郑州火车站位于此地，商业繁荣。辖区总面积156.2平方公里，总人口为106.13万人。二七區的名稱源自於1923年在鄭州發生的京漢鐵路工人大罷工（二七大罷工）。區人民政府駐淮河路街道。

## 地理
二七区位于郑州市中心区域偏西南，东与管城回族区接壤，西与中原区和荥阳市毗邻，南与新密市和新郑市搭界，北与金水区相连。区内南部多丘陵，地势呈西南向东北倾斜，逐渐过渡至平原地带，平均海拔为193米。二七区属温带大陆性气候，四季分明，年平均气温14.8摄氏度。区内有金水河、贾鲁河、孔河、熊儿河四条河流，以及尖岗水库、郭家嘴水库两座水库，均属淮河水系。

## 人口
根據第七次人口普查數據，截至2020年11月1日零時，二七區常住人口為1061263人。

## 历史
在清末以前，辖区大部分为农耕地，只有旧县城西关外有几条小街道。1897年起，清政府开始兴建芦汉铁路，渐渐开始有商民居住。至1905年，郑州被辟为商埠，火车站周围开始修筑商埠区。之后随着汴洛铁路的通车，郑州成为铁路枢纽，各路商人开始云集郑州，辖区成为附近各县货物的集散地。至1916年，辖区已成为闹市，开辟出大同路、德化街、福寿街、兴隆街、苑陵街等商业街道，火车站一带的繁华程度已超过老城。1923年，二七大罢工爆发，为中国共产党早期领导的工人运动之一。
1948年10月中国人民解放军接管郑州后，在辖区成立郑州市第二区，1955年10月为纪念二七大罢工而改称二七区。

## 行政区划
二七区下辖15个街道办事处、1个镇：
淮河路街道、解放路街道、铭功路街道、一马路街道、蜜蜂张街道、五里堡街道、大学路街道、建中街街道、福华街街道、德化街街道、嵩山路街道、京广路街道、长江路街道、人和路街道、侯寨街道和马寨镇。

## 经济
2020年，二七区完成生产总值760.17亿元，其中第一产业0.03亿元，第二产业178.72亿元，第三产业581.41亿元，人均生产总值72,143元。

### 商业

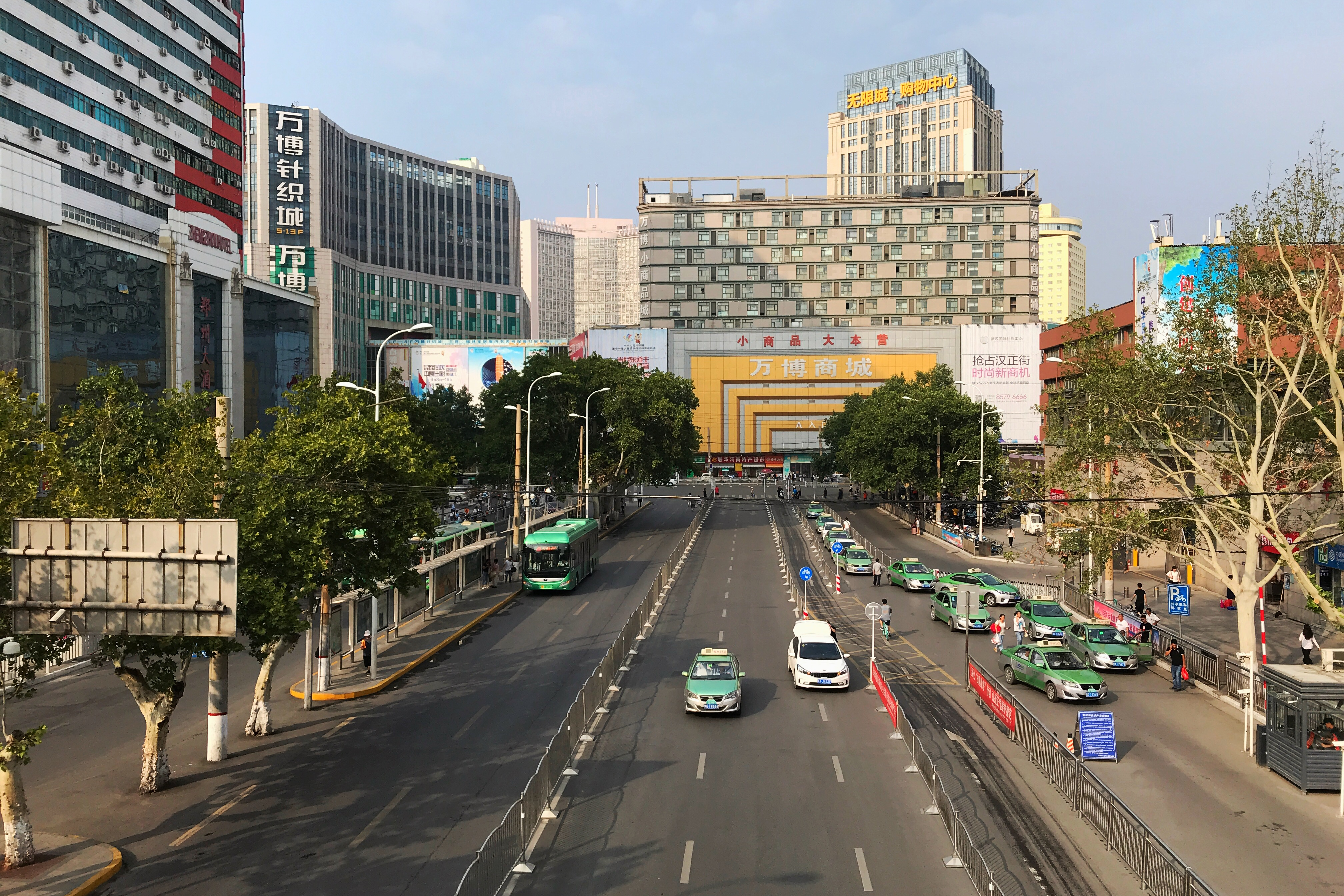
火车站东广场北侧的兴隆街，附近以小商品批发市场为主

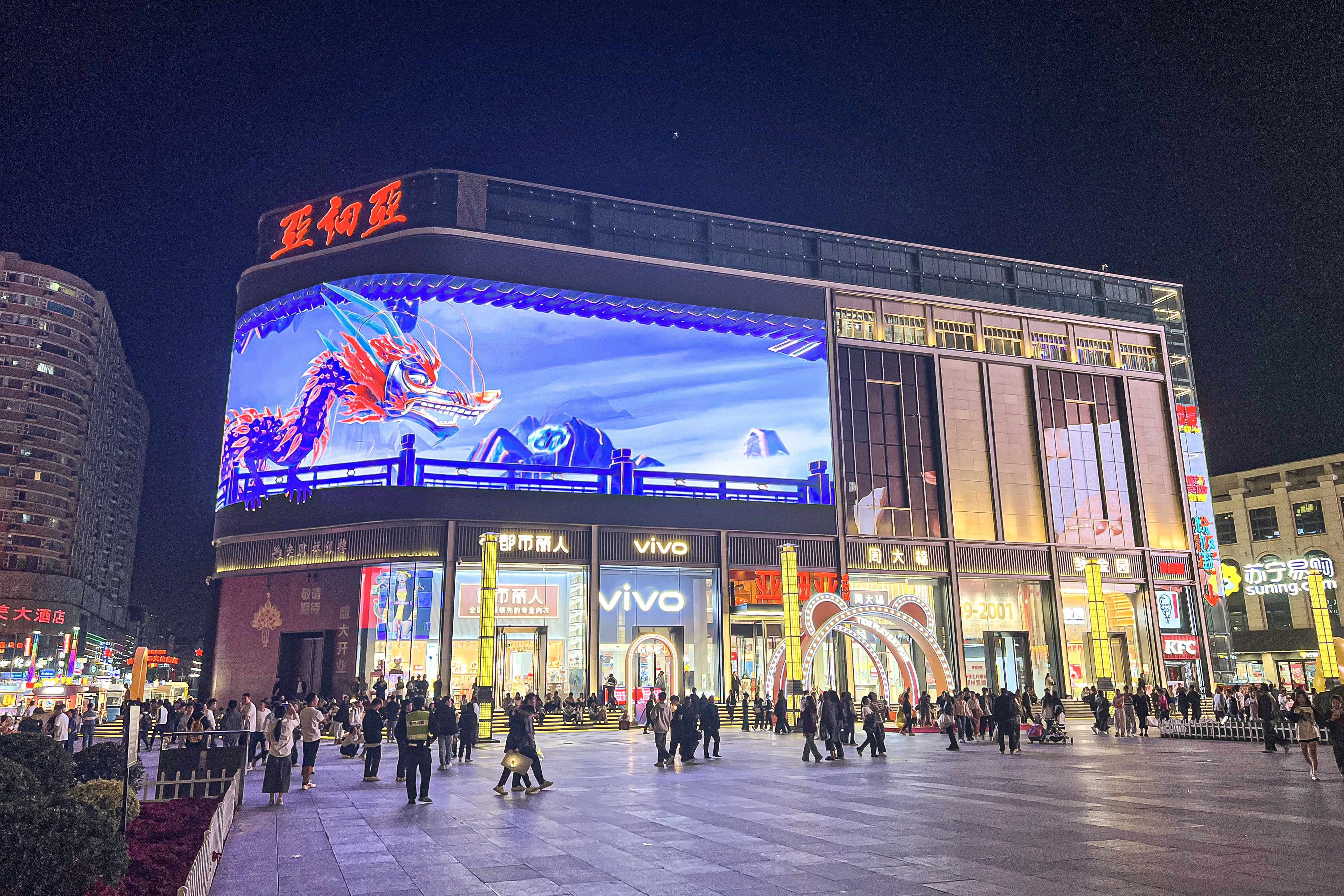
二七商圈的亚细亚卓悦城，由1989年开业的亚细亚商场改造

二七区内的郑州火车站东侧一带为郑州传统的商业区，自清朝末年芦汉铁路通车后，这一带就逐渐形成较为繁华的商业街区。目前，火车站商圈的商业业态以服装批发和小商品批发为主，服装批发市场主要集中在敦睦路、一马路一带，小商品批发市场则主要集中于兴隆街和福寿街周边。1980年代末，二七广场一带逐渐形成商业中心，亚细亚商场、华联商厦、商城大厦、天然商厦及北边不远处的郑州百货大楼环绕广场。1990年代初，二七广场爆发了当时闻名全国的郑州商战，各大商场为了争夺顾客，纷纷使出公关广告、服务提升、降价促销等各种手段。中央电视台等多家新闻媒体对此进行报道，使得二七商圈于全国名噪一时。除上述各商场外，90年代以来，二七广场周边又相继落成金博大城、友谊广场、北京华联、郑州万象城、丹尼斯大卫城等购物中心。广场南侧的德化街也于90年代末期被升级改造为郑州市第一条商业步行街。时至今日，二七商圈仍为郑州市最具影响力的商圈。
除火车站商圈和二七商圈外，位于航海路与大学路交叉口的二七万达广场和位于二七区政府附近的升龙国际中心为区内其他较大的商业综合体。二七区南部则遍布各大专业批发市场。

### 工业
2018年末，二七区共有规模以上工业企业91家，完成增加值31.0亿元。2018年全年，全区规模以上工业企业实现产品销售收入164.6亿元，税金总额3.7亿元，实现利润总额5.7亿元，产销率达到101.7%。

### 农业
二七区的农业经济比重很小，2018年，二七区完成农林牧渔业总产值1088万元，农林牧渔业增加值598万元。

## 教育
二七区是郑州高等院校较为集中的区域，郑州大学、郑州大学医学院、郑州航空工业管理学院等院校均有校区设于辖区内。区内还有郑州市卫生学校、郑州测绘学校、河南交通职业技术学院、郑州市财贸学校等职业教育院校。基础教育方面，二七区的区属学校共有78所，其中包括幼儿园8所、小学58所、初中9所、高中2所、特殊教育学校1所。除区属学校外，辖区内还有市属中学13所、民办小学3所、注册民办幼儿园113所、注册民办非学历教育培训机构116家。其中郑州市第二中学、郑州市第四中学、郑州市第106中学为河南省示范性高中。

## 医疗
二七区内的省市级大型医疗机构较多，属郑州市医疗水平较为发达的区域。郑州大学医学院位于辖区内，周边聚集了多所大型医院，为区内医疗机构最为集中的区域。郑州大学第一附属医院、郑州大学第三附属医院、郑州大学第五附属医院、武警河南总队医院和河南省职业病医院均位于此区域。其中三级甲等医院郑州大学第一附属医院为河南省乃至全国规模最大的医院，其2014年营收超75亿人民币，被一些媒体称为“全球最大医院”。郑州大学第三附属医院即河南省妇幼保健院，为三级甲等妇幼保健院。郑州大学第五附属医院前身为郑州铁路局中心医院，1993年获评三级甲等医院。此外，位于辖区内的医院还包括郑州市第二人民医院、郑州市骨科医院、郑州市第六人民医院、郑州市第八人民医院、河南电力医院、郑州市颈肩腰腿痛医院等。

## 文化旅游

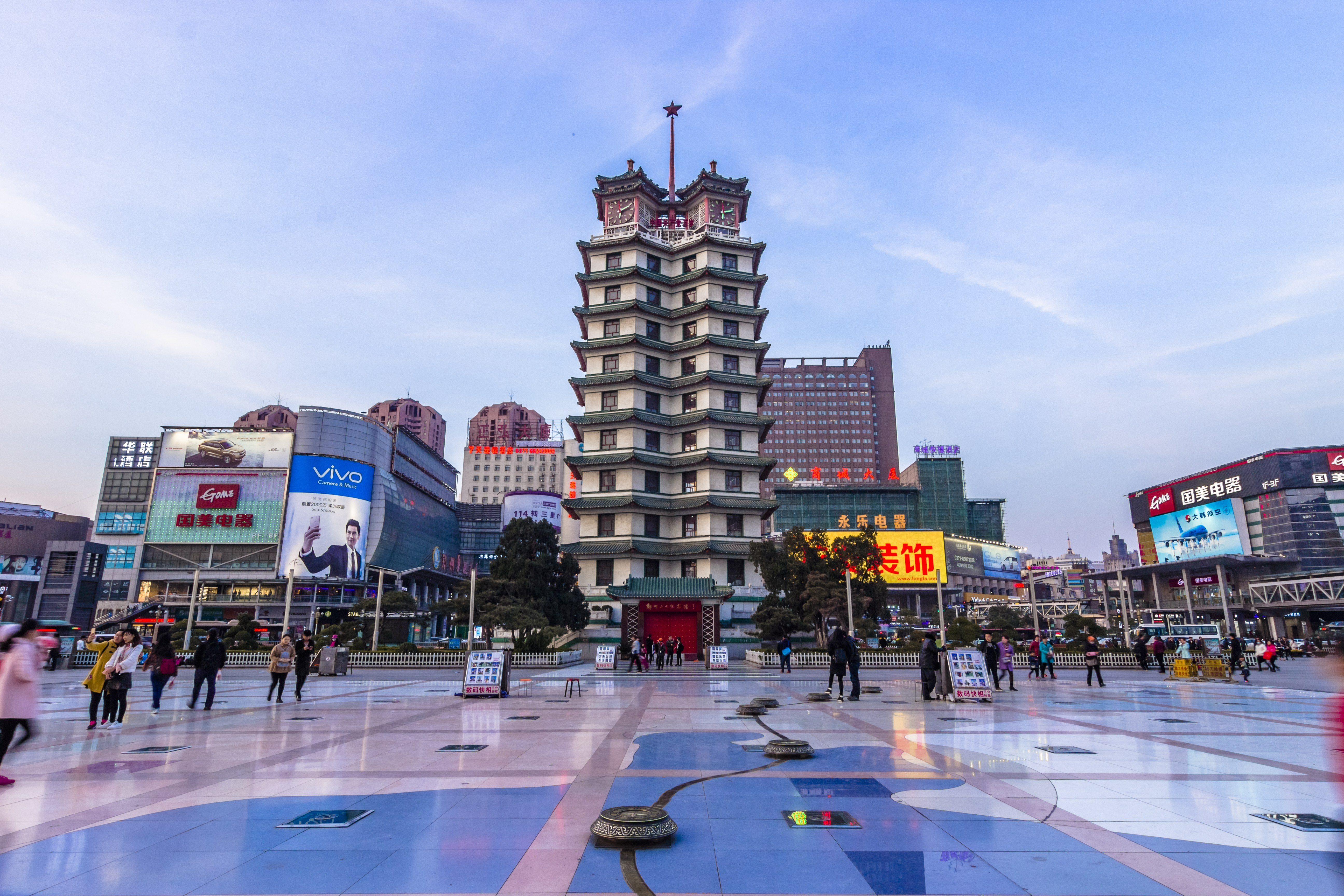
二七广场与二七纪念塔

二七广场是辖区内最著名的景点。位于二七广场中央的二七纪念塔简称二七塔，建成于1971年，为纪念二七大罢工而修建。二七纪念塔为两个五角形体组成的双塔结构，共14层，高68米，塔顶为钟楼，嵌有六座大型时钟，准点报时，塔尖设有一颗红色的五角星，下面为显示有“中国共产党万岁”口号的霓虹灯。塔内一边为旋梯，一边为展室，当年建成时于塔顶可俯瞰全市风光，甚至可以远眺黄河。二七塔是郑州市的标志性建筑，2006年被登录为全国重点文物保护单位。广场周边遍布各大商场，南侧的德化商业步行街为百年老街，始建于1905年。京都老蔡记、三得利金行等老字号均位于德化街。

## 交通

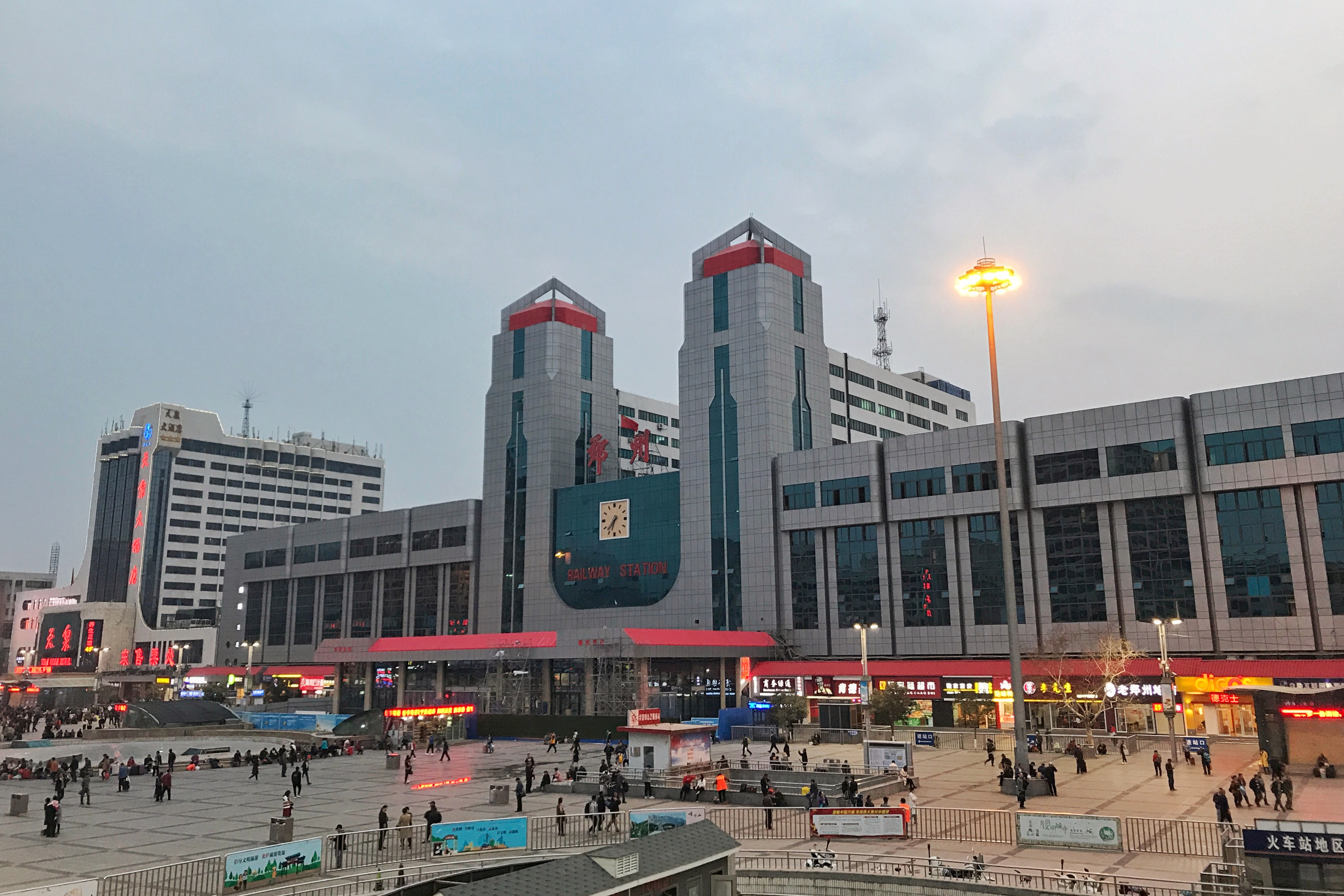
郑州站东广场

中国铁路重要的枢纽站郑州站位于二七区境内， 京广铁路、 陇海铁路、 郑焦城际铁路等铁路在此交汇，中国铁路郑州局集团亦位于辖区内。 郑州绕城高速、 郑少高速和 郑栾高速三条高速公路从区境通过，郑州长途汽车中心站和郑州客运南站为区内的主要长途汽车站。
二七区位于郑州市中心地带，也是郑州市内交通的枢纽，京广快速路、陇海快速路、南三环、南四环等快速路，以及大学路、嵩山南路、中原东路、航海路、解放路等市内主干道，构筑了较为便捷的市内交通路网，郑州公交百余条线路途径区内并连接市内各处。郑州地铁1号线和5号线从辖区内经过，并设有下列车站：
- █ 1号线：绿城广场站、医学院站、郑州火车站、二七广场站
- █ 5号线：齐礼阎站、市第二人民医院站、京广南路站、冯庄站

在建的6号线、7号线和10号线亦将从辖区内通过。